# Étienne I. d’Aligre

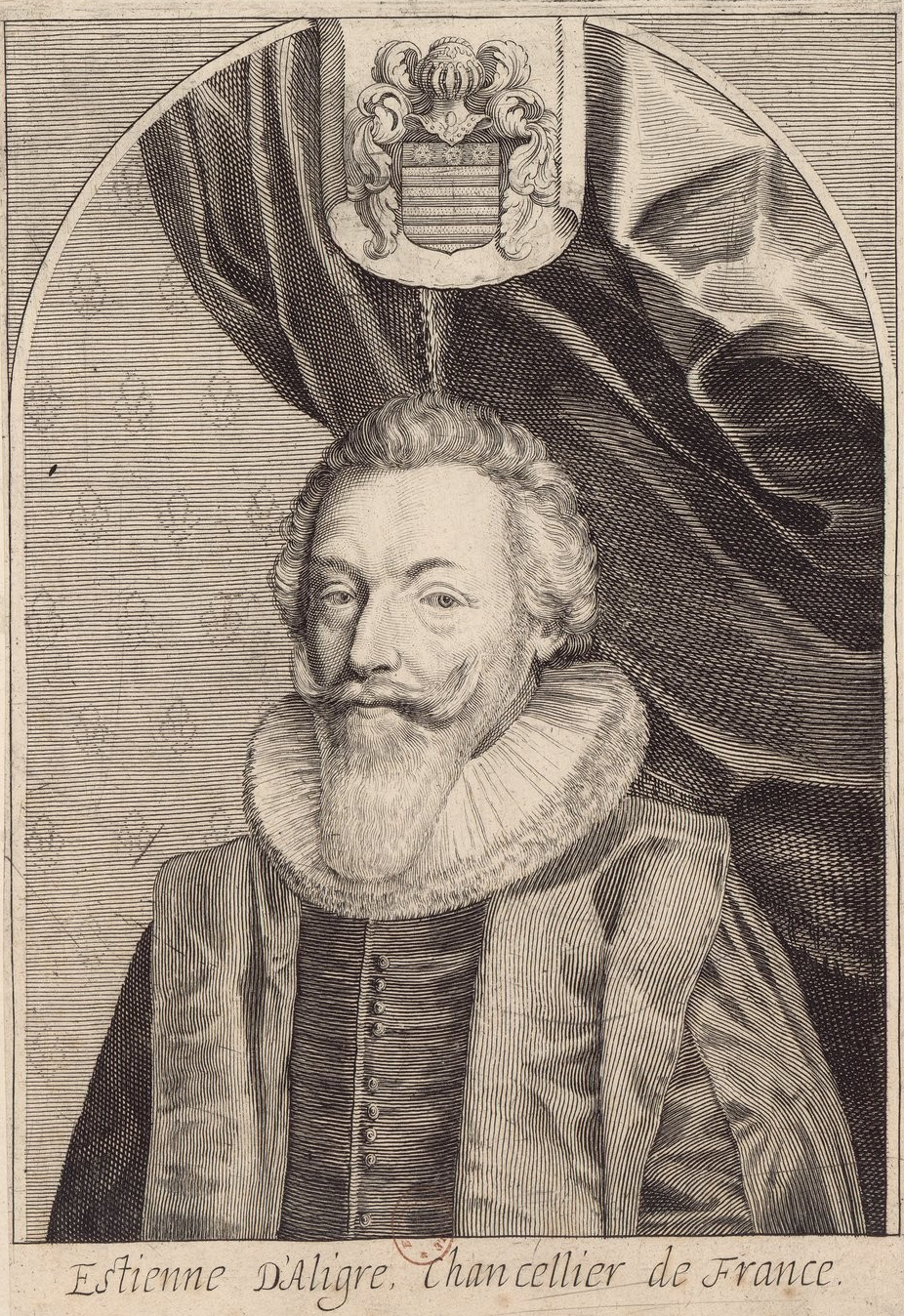
Étienne d’Aligre, Kanzler von Frankreich, Bibliothèque nationale de France

Étienne I. d’Aligre (* 1559 in Chartres; † 11. Dezember 1635 in Pontgouin) war ein französischer Staatsmann des 17. Jahrhunderts, der unter Ludwig XIII. verschiedene wichtige Ämter bekleidete.
Er war Chevalier, Seigneur de La Rivière et de Chovilliers, 1. Marquis d’Aligre.

## Leben
Étienne d‘Aligre war der Sohn von Raoul d’Aligre, Seigneur de La Rivière, de Chonvilliers et des Hayes, und Jeanne Lambert.
Am 4. September 1587 legte er vor dem Parlement de Paris seinen Amtseid als Präsident am Présidial de Chartres ab. Danach wurde er Staatsrat im Grand Conseil, Intendant de la Maison und Chef de Conseil von Charles de Bourbon, Graf von Soissons, der ihn zum ehrenamtlichen Vormund seines Sohnes Louis ernannte. Heinrich IV. machte ihn zum Präsidenten des Parlaments der Bretagne. Unter Ludwig XIII. war er ordentlicher Berater in seinen Staats- und Finanzräten.
Am 6. Januar 1624 wurde er in das Amt des Siegelbewahrers von Frankreich eingesetzt und am 3. Oktober 1624, zwei Tage nach dem Tod von Nicolas Brûlart de Sillery, ernannte ihn Ludwig XIII. zum Kanzler von Frankreich – entzog ihm dafür aber aufgrund von Intrigen am 1. Juni 1626 die Siegel. Er blieb jedoch bis zu seinem Tod Kanzler, da der König ihm die Aufgabe nicht entziehen konnte.
Étienn d’Aligre wurde auf sein Landgut in la Rivière in Pontgouin im Perche verbannt. Dort verbrachte er seine letzten Jahre und in dem Ruf, einer der integersten Magistrate seines Jahrhunderts, aber ein schwacher und schüchterner Minister gewesen zu sein. Er starb am 11. Dezember 1635 in seinem Haus auf dem Gut La Rivière in Pontgouin im Alter von 75 Jahren.

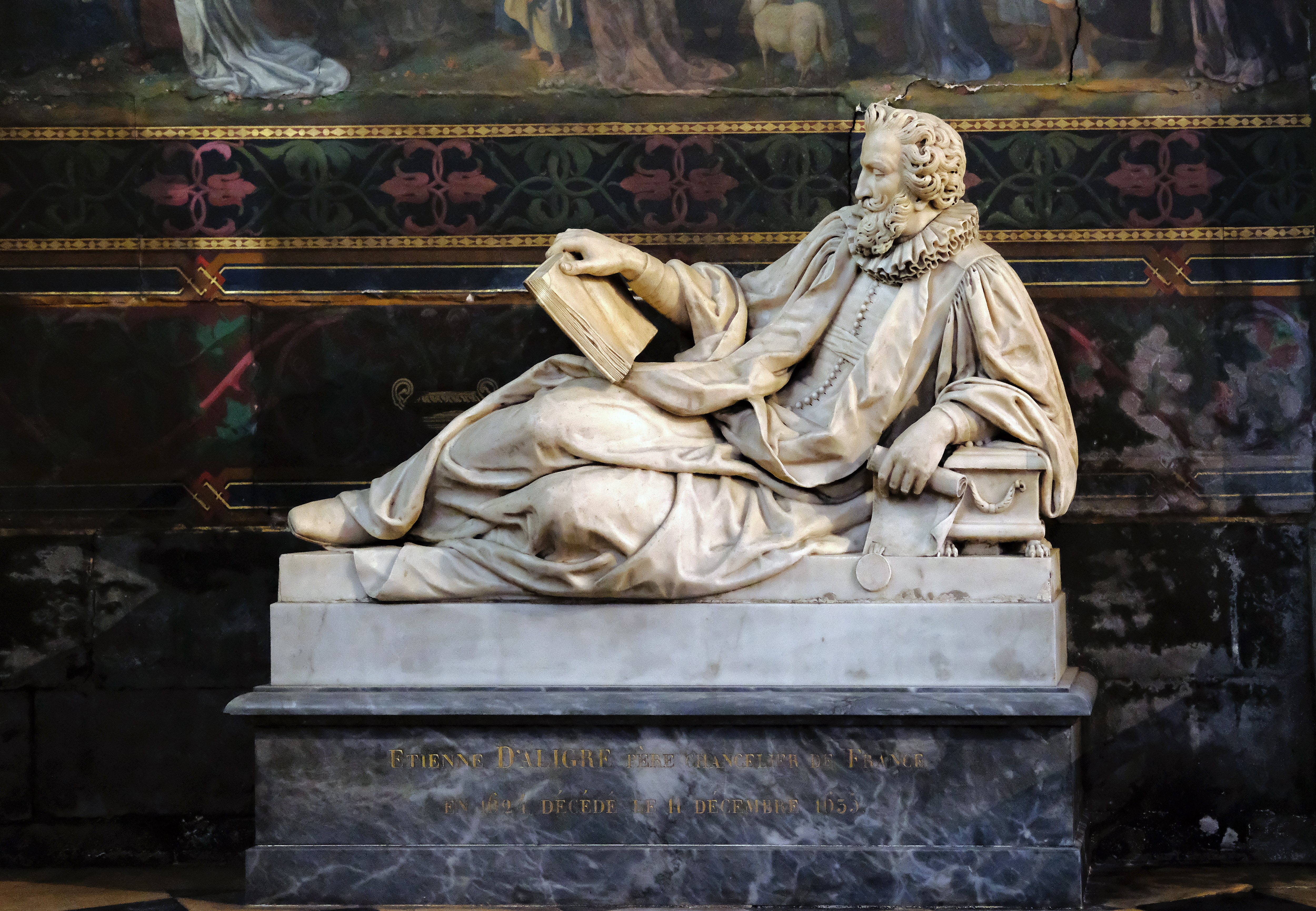
Statue von Étienne I. d’Aligre in der Kirche Saint-Étienne d’Auxerrois, von Laurent Magnier

## Ehe und Familie
Étienne I. d’Aligre heiratete Marie Elisabeth Le Chapelier de Buscatel († 4. Oktober 1634), Tochter des Staatsrats Jean Jacques Le Chapelier de Buscatel und von Madeleine (Le) Boulanger (Marie Elisabeth war die Schwester der Mutter von Elisabeth Turpin, der Frau des Kanzlers Michel Le Tellier). Ihr Kinder waren:
- Étienne II. (* 31. Juli 1592 in Chartres; † 25. Oktober 1677 in Versailles), der ebenfalls Siegelbewahrer und Kanzler von Frankreich wurde; ⚭ (1) 5. Februar 1617 Jeanne Lhuillier, Tochter von François Lhuillier, Dekan im Grand Conseil, und Anne Brachet de Pontmorand, Dame de Frauville; ⚭(2) Elisabeth (alias Geneviève) Lhuillier (* um 1607; † 8. Februar 1685), Tochter von Jérôme Lhuillier, Seigneur d’Interville, und Isabelle Dreux
- Louis, Seigneur de Chonvilliers
- Nicolas († 26. Oktober 1638 in Spanien), Abt von Saint-Évroult und Saint-Jacques de Provins
- Marguerite, Priorin von Belhomer
- Tochter, Nonne im Priorat von Belhomer
- Tochter, Nonne in der Abtei Gif
- Elisabeth (alias Madeleine), ⚭ François de Courseulles, Baron du Rouvray et de Dampierre († 1649), Conseiller du Roi en ses Conseils